# Gerardo Santini
Gerardo Santini (Morciano di Romagna, 27 novembre 1924 – Bologna, 24 gennaio 1988) è stato un giurista e avvocato italiano.

## Biografia
Iniziata la carriera di magistrato presso la pretura di Loiano, unì in seguito l'attività forense a quella dell'insegnamento presso le Università di Modena e di Bologna, dove fu preside della facoltà di Giurisprudenza. Nel 1975 fu nominato presidente dell'Istituto Carlo Cattaneo, nel 1976 del Consiglio dell’Ordine degli avvocati di Bologna e, nel 1984, del Credito Romagnolo. Come la sorella Lea, fu legato al «gruppo mulinesco», di cui, come ricordava Giovanni Evangelisti, aveva  "escogitato" l'assetto istituzionale, "per evitare che la conduzione della casa editrice cadesse interamente su un insieme di intellettuali, ritenuti poco attrezzati per fare i conti con la realtà del mercato"; e anche, come ricordava Ezio Raimondi, inventando "tutte queste camere e questi passaggi che consentivano di salvaguardarne l'autonomia".

## Opere principali
- Il bancogiro, Bologna, UPEB, 1948
- La vendita per filiere: (contributo allo studio delle borse merci), Padova, Cedam, 1951
- L'azione causale nel diritto cambiario, Padova, CEDAM, 1955
- I diritti della personalità nel diritto industriale, Padova, CEDAM, 1959
- Il commercio: saggio di economia del diritto, Bologna, Il mulino, 1979
- I servizi: nuovo saggio di economia del diritto, Bologna, Il mulino, 1987
- Commercio e servizi: due saggi di economia del diritto, Bologna, Il mulino, 1988
- Scritti giuridici. 1947-1988, 2 voll., Milano, Giuffrè, 1992